# Петар Лесов
Петар Лесов (буг. Петър Лесов; Раковски, 12. септембар 1960) је бугарски боксер, олимпијски и двоструки европски шампион, и тренер бокса. Рођен је 12. септембра 1960. године у граду Раковски. Почео је да тренира бокс са 14 година у родном граду. Први тренер био му је Љубен Гаджев.

## Успеси у боксерској каријери
- 1984. године победио је на турниру Странджа.
- 1983. године Европски шампион у.
- 1982. године победио је на турниру Странджа.
- 1981. године Европски шампион.
- 1980. године Олимпијски шампион на XXII летњим олимпијским играма у Москви, категорија до 51 кг.
- 1979. године светски шампион међу омладином.
- 1978. године победио је на турниру Странджа.

## Тренерска каријера
Због болести од 1985. године Петар Лесов почиње да ради као тренер у ЦСКА и помоћник тренера националног одбора Бугарске. Тренутно (2005. г.) је старији тренер боксерског клуба „ЦСКА-Литекс“ из Софије.